# HMS Canopus (1897)
La HMS Canopus, seconda nave da guerra britannica a portare questo nome, è stata una corazzata dell'omonima classe della Royal Navy. Intese per il servizio in Asia, la Canopus e le sue gemelle erano più piccole e più veloci delle precedenti corazzate classe Majestic, ma avevano lo stesso armamento principale di 4 cannoni da 305 mm. Aveva un'armatura più sottile, ma la nuova corazzatura Krupp era più efficace della corazzatura Harvey utilizzata sulle Majestic. Venne impostata nei cantieri di Portsmouth il 4 gennaio 1897, varata il 12 ottobre 1897 ed entrò in servizio il 5 dicembre 1899.
La Canopus servì nella Mediterranean Fleet dall'entrata in servizio fino al 1903, quando fu decommissionata per un ammodernamento. Nel 1905 fu mandata in estremo oriente, ma il rinnovamento dell'alleanza anglo-giapponese nello stesso anno rese la sua presenza in Asia poco necessaria. Ritornò in patria e servì diversi comandi in acque britanniche, incluso l'Atlantic Fleet, la Channel Fleet e la Home Fleet. Tra il 1908 e il 1909 seguì un nuovo breve periodo nel Mediterraneo. Al ritorno, fu posta nella lista di riserva.
All'inizio della prima guerra mondiale, nell'agosto 1914, fu mobilitata per il servizio in Sud America, dove doveva pattugliare contro navi corsare tedesche. Si unì al gruppo per la ricerca della squadra tedesca dell'Asia orientale del viceammiraglio Maximilian von Spee. Troppo lenta per seguire gl'incrociatori dell'ammiraglio Christopher Cradock,si perse la battaglia di Coronel, nel novembre 1914, dove Cradock fu sconfitto. Ancorata a Port Stanley come batteria difensiva, sparò i primi colpi della battaglia delle Falklands in dicembre, che portò Spee a disingaggiarsi prima di essere inseguito e distrutto dagli incrociatori da battaglia dell'ammiraglio Doveton Sturdee.
La Canopus fu trasferita nel Mediterraneo all'inizio del 1915 per servire nella campagna di Gallipoli. Nel marzo 1915 partecipò agli attacchi principali alle fortificazioni ottomane della costa che difendevano lo stretto, ma le flotte inglesi e francesi furono incapaci di forzare lo stretto. Dopo la campagna di Gallipoli, che si concluse con il ritiro delle truppe alleate nel gennaio 1916, la Canopus pattugliò il Mediterraneo orientale, ma non vide ulteriori azioni di guerra. Fu disarmata nell'aprile 1916 e convertita in una nave caserma all'inizio del 1918. Dopo la guerra fu demolita nel 1920.

## Servizio

### La prima guerra mondiale
Durante la guerra mancò per poco la battaglia di Coronel, ma partecipò alla battaglia delle Falkland dove dissuase la squadra tedesca dall'entrare in porto. Partecipò alla campagna dei Dardanelli, dopo di che si unì alla Mediterranean Fleet fino all'aprile 1916, quando tornò in Gran Bretagna e venne disarmata per fornire equipaggi alle unità antisommergibili. Nonostante i lavori di raddobbo venne privata di buona parte del suo armamento e diventò una nave caserma nel 1918, fino alla demolizione.